# Solipsismo metodologico
Esattamente come nel caso dello scetticismo metodologico, il solipsismo metodologico viene usato proprio per riuscire a superare i limiti del solipsismo stesso.
Il termine viene usato tra l'altro da  Jerry Fodor che lo riprende da Rudolf Carnap, il quale sembra averlo sviluppato in seguito alle lezioni che seguì con Edmund Husserl a Friburgo. Husserl stesso sembra non aver mai usato questa terminologia di "solipsismo metodologico", parlando invece di "riduzione alla sfera personale", in cui rimangono solo le esperienze dirette del soggetto.
Husserl riprende da Cartesio il problema del solipsismo. La differenza tra i due filosofi si trova nella concezione della realtà. Cartesio, almeno nell'ambito del suo dubbio metodologico, avanza l'ipotesi che tutto ciò che ci circonda possa essere un subdolo inganno a cui si oppone in tutta la sua certezza la res cogitans ("Cogito ergo sum" "penso quindi sono"), mentre Husserl non dubita del mondo in quanto tale. Egli vuole arrivare alla vera essenza delle cose. La coscienza deve arrivare alle essenze (le essenze sono dette eidetiche, dal greco "eidos", idea) attraverso l'epoché ovvero la sospensione del giudizio.
Nella sua ripresa di questo concetto, Fodor lo propone come "strategia di ricerca per la psicologia cognitiva", spostando quindi il piano riflessione dall'ambito filosofico a quello psicologico . La sua proposta è di limitare la ricerca cognitivista agli stati psicologici "ristretti", ovvero quelli che non implicano l'esistenza di alcun altro soggetto oltre a quello pensante. Solo partendo da questa prospettiva, a suo avviso, è possibile costruire una analisi corretta degli stati mentali.